# Janez Dolžan
Janez Dolžan, slovenski knjigar, antikvar in knjigotržec, * 16. julij 1910, Ljubljana, † 5. avgust 1984, Ljubljana.
V Ljubljani je končal gimnazijo in bil nato do 1931 praktikat v Jugoslovanski knjigarni. Do 1937 je vodil knjigarno Nove založbe v Ljubljani, se tega leta osamosvojil, odprl lastno knjigarno z antikvariatom, umetninami in numizmatiko. Spremljal je sodobne tokove v evropskem knjigotrštvu ter uvajal nove oblike in prijeme pri prodaji knjig. Po osvoboditvi 1945 je kot izkušen knjigarnar usmerjal in moderniziral slovensko knjigotrštvo ter v letih 1948−1972 pri založbi Mladinska knjiga ustanovil široko mrežo knjigarn po Sloveniji.